# Mieczysław Bratkowski
Mieczysław Bratkowski (ur. 23 listopada 1891, zm. 1944) – kapitan artylerii Wojska Polskiego, uczestnik I wojny światowej, wojny polsko-bolszewickiej i II wojny światowej.

## Życiorys
Mieczysław Bratkowski urodził się 23 listopada 1891 w Młynowie na Wołyniu. Rodzicami byli: Józef Bratkowski i Otylia Fryderyka Laura z domu Rumpel. W 1910 ukończył wydział realny gimnazjum filologicznego M. Kreczmara w Warszawie otrzymując świadectwo dojrzałości.
Od 1907 działał w Związku Młodzieży Postępowej i w PPS Frakcja Rewolucyjna. W sierpniu i wrześniu1910 Mieczysław Bratkowski uczęszczał na szkolenie bojowo-wojskowe do Szkoły Centralnej PPS w Krakowie. Wykładowcami byli m.in. Józef Piłsudski, W. Jodko, F. Perl, L. Wasilewski, K. Sosnkowski, W. Sławek, T. Filipowicz. Współuczestnikami kursu byli między innymi: Ignacy Matuszewski, Kazimierz Sawicki i Tadeusz Hołówko. Po ukończeniu kursu Mieczysław Bratkowski powrócił do działalności w PPS na terenie zaboru rosyjskiego. W 1911 był aresztowany w związku z wykonanym przez Organizację Bojową PPS napadem na furgon pocztowy pod Turkiem. Uczestniczył w konspiracyjnym przenoszeniu broni i amunicji. W końcu roku 1911 Mieczysław Bratkowski wyjechał do Krakowa na studia akademickie. Działał w Związku Strzeleckim i był członkiem zarządu Stowarzyszenia Polskiej Młodzieży Postępowej „Promień”. Członkami organizacji byli m.in. Janusz Meissner i Leon Kozłowski. W latach 1912–1913 Mieczysław Bratkowski studiował na politechnice w Pradze. Pełnił funkcję komendanta Związku Strzeleckiego i przewodniczącego stowarzyszenia „Życie”.
W sierpniu 1915 Mieczysław Bratkowski zgłosił się do Armii Imperium Rosyjskiego jako ochotnik. Służył w 3 Zapasowej Brygadzie Artylerii. Po ukończeniu kursu podoficerskiego awansował na ogniomistrza w 121 Dywizjonie Artylerii. Po awansie na chorążego został adiutantem grupy artyleryjskiej 3 Korpusu Armijnego. Do sierpnia 1917 uczestniczył w walkach Frontu Północnego od Zatoki Ryskiej do jeziora Dryświaty. W sierpniu 1917 został oddelegowany do Sztabu Głównego w Piotrogrodzie. Po powrocie na Front Północny w listopadzie 1917 Mieczysław Bratkowski został obserwatorem artyleryjskim w balonie w ramach 37 Korpusu. Na polecenie Związku Wojskowych Polaków wyjechał bez pozwolenia dowództwa rosyjskiego do Finlandii. W randze porucznika służył w 1 Batalionie Legionu Polskiego w Finlandii. Następnie był dowódcą baterii artylerii Legionu i zastępcą dowódcy Legionu, rotmistrza Stanisława Roberta Bogusławskiego. W czasie wojny domowej w Finlandii Legion walczył po stronie formacji antybolszewickich. Po zakończeniu działań wojennych i rozwiązaniu Legionu, Mieczysław Bratkowski wrócił do Polski.
12 października 1918 został „odkomenderowany do służby w Sztabie Generalnym WP”. 20 listopada tego roku został formalnie przyjęty do Wojska Polskiego z byłej armii rosyjskiej z warunkowym zatwierdzeniem posiadanego stopnia podporucznika. Brał czynny udział w organizacji Legii Akademickiej i został mianowany adiutantem powstałego z Legii 36 Pułku Piechoty. Po powrocie do pracy w Naczelnym Dowództwie Mieczysław Bratkowski został referentem Komisji Regulaminowej Oddziału VII (Naukowego), do którego zadań należało kształcenie oficerów Naczelnego Dowództwa, opracowanie regulaminów obowiązujących w Wojsku Polskim, nadzór nad działalnością sekcji naukowej, przygotowanie gier wojennych. Do połowy lutego 1920 był referentem w Wydziale V (Defensywa) Biura Wywiadowczego, będącego Sekcją II Oddziału II Naczelnego Dowództwa, następnie, po awansie na porucznika, został kierownikiem Wydziału. Był również kierownikiem Wydziału Dywersyjno-Bojowego. Po klęsce bolszewików, Piłsudski podsumował działania Oddziału: Była to pierwsza wojna, którą Polska prowadziła od wielu stuleci, w czasie której mieliśmy więcej informacji o nieprzyjacielu niż on o nas.
Szef Oddziału II płk. Ignacy Matuszewski wnioskował o odznaczenie Mieczysława Bratkowskiego Krzyżem Walecznych jako dowód uznania jego osiągnięć w służbie kontrwywiadowczej
Por. Bratkowski służy w Naczelnym Dowództwie od dnia 20 listopada 1918 r. Przez cały czas swej służby nie zażądał ani jednego dnia urlopu. Powierzono mu najcięższe funkcje ochrony bezpieczeństwa w czasach, gdy władze polskie były jeszcze w stadium organizacji. Umiejętność jego i zapał przyniosły Państwu Polskiemu duże i cenne przysługi. Robota wywrotowa komunistów na całym terytorium Rzeczypospolitej była raz po raz rwana jego rękami. Por. Bratkowski był wielokrotnie skazywany na śmierć przez partie wywrotowe w r. 1918, 1919, 1920. Później powierzono por. Bratkowskiemu kierownictwo pracą dywersyjną, z którego wywiązał się jak najlepiej w najcięższych dla armii polskiej chwilach, wysadzając na tyłach armii przeciwnika składy amunicyjne i niszcząc środki transportowe.....Pod jego kierownictwem wysadzono składy amunicyjne w Białymstoku w sierpniu r.1920 i w Szepietówce we wrześniu r.1920. Prócz tego w różnych punktach zniszczono ogółem 16 lokomotyw bolszewickich.
W początku 1921 Mieczysław Bratkowski został odkomenderowany do Rygi jako oficer wywiadowczy do spraw specjalnych podczas rokowań pokojowych pomiędzy Polską a Rosją sowiecką i Ukrainą sowiecką.
Po zakończeniu działań wojennych struktura wywiadu i kontrwywiadu została dostosowana do warunków pokojowych. W okresie 1921–1923 najważniejszą komórką organizującą konspiracyjną działalność za granicą był Referat II (Centralnej Agentury) Wydziału Wywiadowczego Oddziału II SG kierowany przez por. Mieczysława Bratkowskiego. W 1922 składał się z 7 podreferatów: werbunku agentury, wywiadu specjalnego, organizacyjnego, „Wschód” (ZSRR, Litwa), „Zachód” (Niemcy), „Północ” (Łotwa, Estonia), „Południe” (Austria, Czechosłowacja, Węgry) oraz Kancelarii, Kasy i 2 biur fotograficznych. Jego głównymi zadaniami były: prowadzenie wywiadu głębokiego, koordynacja pracy ekspozytur w zakresie wywiadu płytkiego, nawiązanie kontaktów i współpracy z wywiadami wojskowymi państw sojuszniczych, werbowanie agentów i ich ewidencja, prowadzenie dokumentacji agentów oraz ich szkolenie, kontrola placówek wywiadowczych oraz opracowywanie instrukcji wywiadowczych. Od 1 czerwca 1921 miał przydział do 18 Pułku Artylerii Lekkiej w Ostrowi Maz., a obok stopnia wojskowego przysługiwał mu tytuł „adiutant sztabowy”. 3 maja 1922 został zweryfikowany w stopniu kapitana ze starszeństwem z dniem 1 czerwca 1919 i 433 lokatą w korpusie oficerów artylerii.
W marcu 1923 odbył się proces sądowy siatki komunistyczno-szpiegowskiej studenta prawa Leona Toeplitza i 11 jego towarzyszy. Powołany jako ekspert kpt. Bratkowski obciążył oskarżonych:
...zbieranie materiałów co do faktycznej liczebności pułków, nastroju oficerów i żołnierzy, wreszcie ustalenie nazwisk i personaliów oficerów stanowi bezwzględnie akcję wywiadowczą. Ustalenie liczebności poszczególnych oddziałów na stopie pokojowej, pozwala się orientować sztabowi ościennego mocarstwa w przybliżonej liczebności całej armii i wyciągać wnioski, jak się ta armia będzie rozwijała w momencie mobilizacji. Dane dotyczące nastroju żołnierzy i oficerów pozwalają kwalifikować wartość bojową armii, ewentualnie wskazują, czy praca w celu zdemoralizowania oddziału ma szanse powodzenia i czy dany oddział podczas działań wojennych będzie dość odpornym i spoistym moralnie, aby zachować niezbędną dyscyplinę. Suma tego rodzaju informacji pozwala sztabowi zorientować się z czasem dokładnie co do wartości materialnej i moralnej armii sąsiada i wyciągnąć odpowiednie wnioski, niezbędne dla utrzymania na odpowiednim poziomie własnych sił.
Z dniem 2 listopada 1923 minister spraw wojskowych przydzielił kpt. Bratkowskiego i grupę doświadczonych oficerów wywiadu wywodzących się z Legionów i POW do macierzystych oddziałów z jednoczesnym odkomenderowaniem na jednoroczny kurs doszkolenia w Wyższej Szkole Wojennej w Warszawie w roku 1923/1924. Powodem była zarzut lojalności wobec Józefa Piłsudskiego i związane z tym „politykierstwo”. Oznaczało to przekraczanie uprawnień i używanie aparatu służby do wpływania na bieg życia politycznego II Rzeczypospolitej. W 1925 Mieczysław Bratkowski został przeniesiony na własną prośbę do rezerwy. W 1934 pracował w Polskim Monopolu Tytoniowym w Kołomyi, jako oficer rezerwy pozostawał w ewidencji Powiatowej Komendy Uzupełnień Kołomyja I. Posiadał przydział do 29 Pułku Artylerii Lekkiej w Grodnie. W Kołomyi działał jako prezes Koła Seniorów Obwodowego Legionu Młodych i prezes Zarządu Powiatowego Związku Strzeleckiego. W 1937 był pracownikiem Polskiej Agencji Telegraficznej w Warszawie.
Okupacja Polski przez dwóch wrogów, III Rzeszę Niemiecką i Związek Sowiecki spowodowała konieczność działań podziemnego państwa skierowanych przeciw obu okupantom. Wojna pomiędzy dotychczasowymi sojusznikami wymagała zmiany taktyki, lecz strategia pozostała taka sama. Sowieci pozostali zagrożeniem niepodległości. Obiektem działań kontrwywiadowczych prowadzonych przez struktury państwa podziemnego była agentura sowiecka w środowiskach komunistycznych, czy lewicowych. Od wiosny 1941 w ramach Kontrwywiadu Oddziału II KG SZP-ZWZ-AK istniał Referat 999 zwany „Korwetą”. Według odnalezionego w 2017 archiwum „Korwety” – tzw. „Kartoteki”, jednym z głównych źródeł pozyskiwania informacji na temat ludzi związanych z organizacjami konspiracji komunistycznej, była Brygada „Korwina”. Jak informował pracownik Referatu 997 KW KG AK Krzysztof Stefanowski ps. „Ren” w meldunku z 10 czerwca 1944: „[Mieczysław Bratkowski] od stycznia 1943 za zgodą «Korwina» pracuje w Gestapo, referat IV N i w AST [Abwehrstelle] Warszawa referat [H] Ost. [wywiad Abwehry ukierunkowany na wojska lądowe Armii Czerwonej]”. Z pisma dowódcy Brygady Korwina, ppłk. Wiktora Boczkowskiego do szefa sztabu KG AK wynika, że kontakt Mieczysława Bratkowskiego z Abwehrą wykorzystał do zabezpieczenia współpracowników Brygady. Mieczysław Bratkowski prawdopodobnie zdemaskował współpracującego z Gestapo agenta wywiadu komunistycznego Bogusława Hrynkiewicza, odpowiedzialnego za przejęcie przez Niemców i komunistów archiwum Wydziału Bezpieczeństwa Delegatury Rządu na Kraj. Bratkowski udał się w połowie 1943 do Stambułu z misją nawiązania stałej łączności pomiędzy dowódcą NSZ płk. Tadeuszem Kurcyuszem a rządem polskim w Londynie z pominięciem innych kanałów. Szefem placówki MSW rządu londyńskiego był wówczas jego krewny, Jerzy Kurcyusz. Choć płk. Kurcyusz działał na rzecz scalenia NSZ z AK, to był uważany przez KG AK za oficera nielojalnego, obciążonego poważnymi zarzutami. Niewątpliwie Bratkowski korzystał ze szlaku agentów niemieckich wysyłanych do prób penetrowania Armii Polskiej na Wschodzie, ale w odróżnieniu od nich powrócił do Warszawy. Podczas pobytu w Stambule Bratkowski przekazał informację, że Abwehra wie, gdzie szukać gen. „Grota”. Wiadomość trafiła do Oddziału VI Sztabu NW.
Szef Kontrwywiadu Oddziału II KG AK por. Bernard Zakrzewski, „Oskar” uważał, że kontakty „Korwina” z kpt. Bratkowskim zagrażają bezpieczeństwu Polskiego Państwa Podziemnego. Jednocześnie, prawdopodobnie na szczeblu szefa Oddziału II KG AK płk. Mariana Drobika, zapadła decyzja o likwidacji wywiadu antykomunistycznego Brygady Korwina. Gen. Stanisław Tatar, szef Oddziału III (Operacyjnego) KG AK oraz płk. Drobik zamierzali nawiązać kontakt z PPR, GL i wywiadem sowieckim. Działalność „Korwina” była niebezpieczna dla ich planów.
W pierwszych dniach sierpnia 1944 kpt. Bratkowski został aresztowany, a następnie przesłuchany i zastrzelony przez członków AK. Zastrzelona została również jego żona. Ze wspomnień świadka tych wydarzeń nie wynika jednoznacznie, że było to wykonanie wyroku Wojskowego Sądu Specjalnego.
Trudno określić powód zabicia Mieczysława Bratkowskiego i jego żony. Może powodem była jego niesubordynacja – wyjazd do Stambułu bez zgody KG AK. Może przyczyną był sygnalizowany powyżej konflikt pomiędzy zwolennikami i przeciwnikami sojuszu ze Związkiem Sowieckim w KG AK. Może mamy do czynienia z grą operacyjną służb komunistycznych, podobną do tej, która mogła doprowadzić do śmierci komendanta NSZ Stanisława Nakoniecznikoff-Klukowskiego i szefa II Oddziału NSZ Witolda Gostomskiego. Trzeba przypomnieć, że na Mieczysławie Bratkowskim ciążyły komunistyczne wyroki śmierci od 1918.

## Rodzina
Pierwszą żoną Mieczysława Bratkowskiego była Zofia z domu Pstrągowska. Druga miała na imię Maria, bądź Maryna.

## Odznaczenia[5]
- Krzyż Niepodległości – 22 grudnia 1931 „za pracę w dziele odzyskania niepodległości”[50][51],
- Krzyż Walecznych – dwukrotnie,
- Legia Honorowa,
- Order Świętego Skarbu,
- Odznaka Honorowa Naczelnego Dowództwa W.P.,
- Odznaka Honorowa Legionu Polskiego w Finlandii.